# Demetrio Santos (astrólogo)
Demetrio Santos Santos (Argañín, 8 de marzo de 1924 - Muga de Sayago, 26 de febrero de 2016) está considerado como uno de los astrólogos españoles más importantes del siglo XX. [cita requerida]

## Biografía
Aunque nacido en  Argañin de Sayago, Zamora, su educación transcurre en Pamplona, donde cursa el bachillerato superior y obtiene el título de maestro nacional en 1943, iniciando la carrera de Ciencias Exactas en la Universidad de Zaragoza
Debido a la mala situación económica de la época, en 1945 ingresa por oposición en la Academia General Militar de Zaragoza, obteniendo el grado de teniente de infantería. Fue profesor de la Academia de Infantería de Toledo desde 1959 hasta 1976  impartiendo disciplinas como Electrónica, Física Nuclear e Inglés, y comandante militar de Santiago de Compostela, entre otros cargos hasta su jubilación como Coronel en 1986.

En 1950, después de estudiar grafología y psicología, empieza a estudiar Astrología Científica, entendiendo que en esta disciplina se reunían una buena parte de las ramas del saber universal.

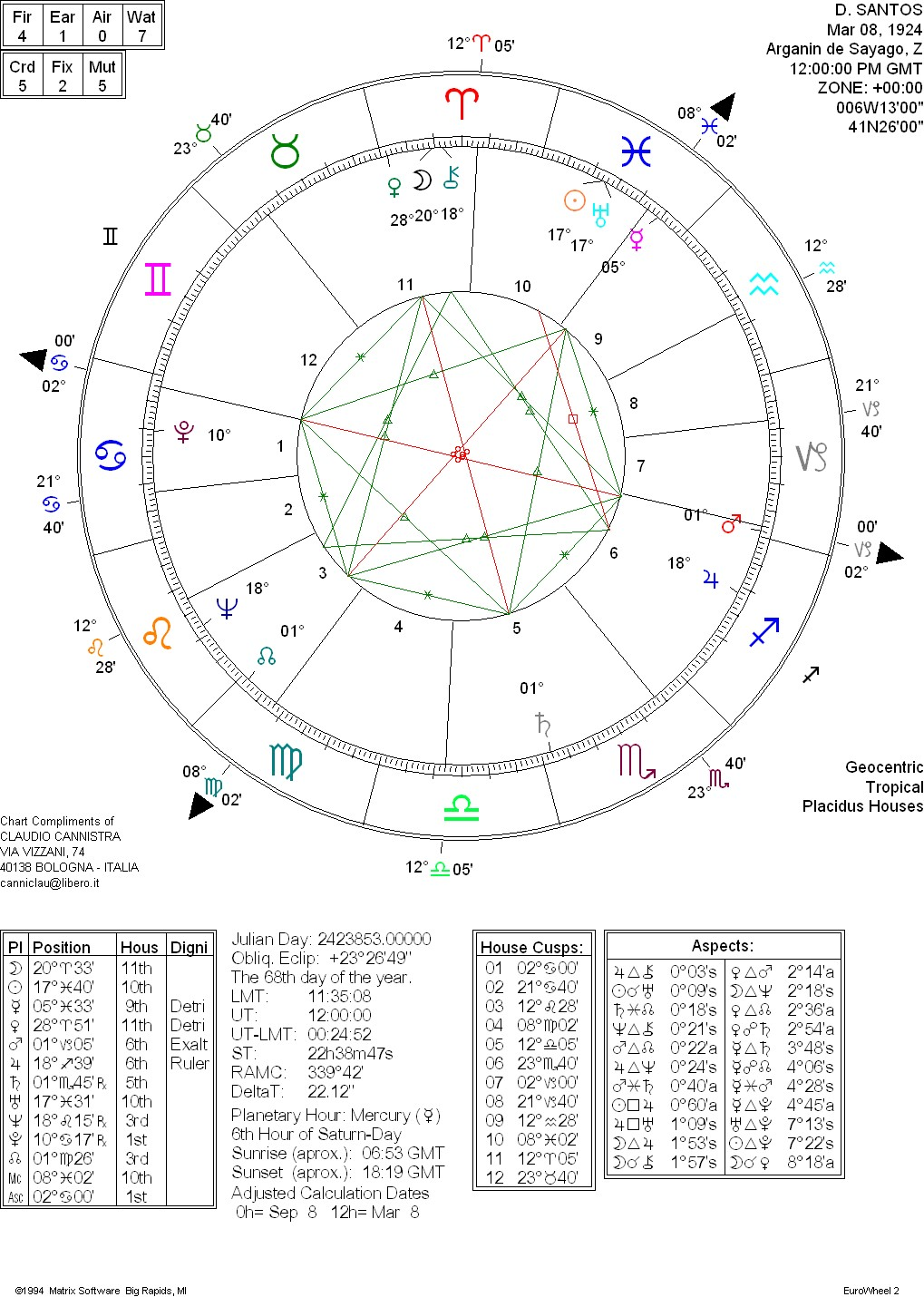
Horosocopo Demetrio santos

Alejado del concepto convencional del astrólogo horoscopista, Demetrio Santos ha dedicado su vida a la investigación de la influencia de los astros en nuestra vida.
Se considera a Demetrio Santos como el representante más importante de una pretendida visión científica de la astrología. Sobre la dificultad que se puede encontrar el astrólogo para realizar su vocación nos ha dado una indicación que también es una máxima: “En las crisis se crea”.  Está considerado como el astrólogo científico más importante del siglo XX.[cita requerida]
Fue, hasta su fallecimiento, presidente de honor de la Sociedad Astrológica Española (SEA), de Barcelona, a la que donó toda su obra no publicada. Diversas escuelas en España han seguido su trabajo a través de sus obras.

## Su obra
“Ninguna disciplina puede eludir la realidad física, ni desligarse de las demás ciencias con las que forma un todo único. Menos aún la Astrología, cuyo principio fundamental establece la influencia del medio físico sobre el ser viviente. Este libro, estudia el origen de esas influencias del ambiente sobre el hombre, y actualiza su aplicación astrológica a partir de los descubrimientos de la física y de la biología de hoy, sin cuya base no cabe una evolución real de la Astrología, ni un fundado conocimiento de la misma. (Demetrio Santos . Astrología Física.)
La obra de Demetrio Santos busca sustentar la astrología sobre una base científica demostrable y no sobre meras creencias esotéricas, pero, sobre todo, dotándola de un rigor científico. No olvidemos que Demetrio Santos ha traducido además de la lengua original los textos de los astrólogos antiguos más relevantes como Ptolomeo, Albubather y otros astrólogos medievales, fundamental para conocer la historia de esta ciencia. Finalmente,  no se pueden olvidar los libros relacionados con la investigación pura, en los cuales la astrología convencional tiene una relación meramente casual.
En 1978 publica «Investigaciones sobre Astrología», el libro sobre investigación astrológica más importante del siglo XX en Europa donde sienta las bases de la astrología científica moderna. En él establece las leyes fundamentales de la Astrología a partir de la mecánica ondulatoria,  descubriendo así la base de los aspectos, signos y otros elementos radicionales. La aplicación de los elementos de resonancia explica los hechos de la astrología tradicional, hasta ahora de simple conocimiento empírico. En este libro, además, se referencian más de 800 textos astrológicos que constituyen el mayor fondo bibliográfico editado hasta la fecha.

Dentro del campo de esta investigación, y fruto de más de 30 años de trabajo, Demetrio Santos divulga y publica el concepto de «Ciclo C60 o ciclo de 60 años»,  el ciclo más operativo y eficaz para el cálculo astrológico.  Más adelante, con Miguel García creará el «programa Kepler» en el que se incluye el cálculo del ciclo de 60 años y las astrodínas, otro de los conceptos innovadores que llegaron en esa época. Gracias a estos desarrollos hoy se dispone de una herramienta astrológica insuperable para las operaciones astrológicas.
Como continuación del libro «Investigaciones» publica en 1980  «La Interpretación astrológica» (reeditado en 3 ocasiones), guía practica imprescindible para realizar interpretaciones objetivas en este campo. En La Interpretación Astrológica, resume su experiencia sobre casos reales, añadida al cúmulo de datos transcritos a la larga historia de la Astrología. Centra su estudio en la Astrología médica, porque maneja elementos materiales, físicos y biológicos; comprobables y conmensurables con otras ciencias, evitando así la fácil tentación de indefiniciones psicológicas o de carácter mágico, siempre difíciles de cuantificar; sin embargo también se ofrecen los vínculos psicofísicos, sociales, etc, relacionados con la patología correspondiente. Adjunta así mismo los cálculos matemáticos necesarios para evaluar y datar los hechos mediante el ciclo de 60 años, que se ha revelado como el más fiable, al ser de sintonía en el ser humano. Ello tiene como objeto a su vez comprobar el grado de adecuación de la doctrina o de teorías particulares, a los hechos que se trata de juzgar o prever. 
En los «Textos Astrológicos Medievales», sobre Messahallah-Ben Ezra rescata alguno de los conceptos científicos que los árabes y las escuelas medievales utilizaron en la astrología de nuestro país, tanto el de MESSAHALLAH, sobre aspectos, cálculos de acontecimientos, ángulos, astrología mundial, etc. como el estudio detallado de las casas en el de BEN EZRA, son dos joyas de la astrología clásica. 
En «ASTRONOMICON» (Los 5 libros astrológicos de Marcos Manilius ) Demetrio Santos, aporta una vez más unos textos pertenecientes a la primera Escuela Astrológica de Alejandría. Estos 5 tratados vertidos directamente del latín al castellano, nos dan indicaciones muy precisas: “para el cálculo del Ascendente, el estudio de los caracteres de los nativos, la duración de la vida y los acontecimientos principales, la influencia de las estrellas fijas en el destino del hombre”. Una delicia para astrólogos y para amantes de la Astrología".
En «ALBUBATHER – Sobre las Natividades», el texto traducido se refiere al persa Abubequer Alhasan Aljasib, conocido entre los latinos como Albubather, que vivió en Bagdag en los siglos IX y X y cuya obra fue conocida en Italia, Francia y España.  Escribió sobre matemáticas, astronomía y astrología y transmite fielmente la astrología más próxima a sus antecesores caldeos. De aquí el interés que puede tener para nosotros como elemento de investigación de la primitiva astrología pre-ptolemáica, que se desarrolló en las escuelas mesopotámicas.
En 1985 publica «Astrologia teórica: ecuaciones fundamentales», complementado con la segunda parte de «Astrologia física» (1988) y «Helicoides» (2006). La astrología tiene y tendrá un grave punto negro en sus aspiraciones a ciencia exacta mientras no logre un modelo teórico que pueda ser expresado matemáticamente. De ahí que en estos libros se establecen esos modelos teóricos que pueden ser expresados matemáticamente, imprescindibles para considerar como ciencia exacta cualquier disciplina. En ellos desarrolla en profundidad las ideas expuestas a partir de la teoría relativista del conocimiento y de las leyes biológicas entendidas como leyes físicas de los conceptos teóricos de la ondulatoria: Tiempo, fase, velocidad, propagación de la onda, análisis de armónicos, resonancia e interacción tanto de ondas portadoras como de ondas moduladoras que concluye en la necesidad de la reformulación de la astrología en términos puramente físicos, incorporándola a las ciencias naturales, como una parte de los estudios sobre la radiación y la ondulatoria,  dedicando una parte importante de su obra a la Astrología Molecular partiendo de su definición del ser vivo como "Primordialmente un compuesto químico ubicado en un entorno que influye en el".
Su última aportación es la publicación en 2009 de «La influencia de la radiación gamma», profundo estudio sustentado en más de 4.000 mediciones empíricas de radiación, lo que permite establecer la relación entre los rayos gamma y su influencia en la transformación de las estructuras desde el punto de vista astrológico, teorizando incluso sobre la “cuarta ley de Kepler”.  
Adicionalmente, Demetrio Santos ha publicado dos obras fundamentales en este campo desde el punto de vista de divulgación y recopilación, como son el «Nomenclátor astrológico» (2002) e «Introducción a la historia de la Astrología» (2003), imprescindibles como elemento de consulta.
La obra de Demetrio Santos incluye 23 libros publicados, además de un gran número de artículos de diversa índole sobre estos y otros temas relacionados con la astrología o el saber universal. 
En el año 2015 Demetrio Santos donó a la SEA (Sociedad Española de Astrología) todos los documentos y estudios manuscritosno publicados  desde el año 1953 hasta esa fecha. Tras su muerte en 2016 y gracias al esfuerzo y dedicación de  JJ Blasco, y bajo su dirección, conjuntamente con el apoyo de digitalización de Jose Luis Pascual,  se han  publicado 62 tomos de esos documentos entre el año 2016 y el año 2023 bajo el título  de  «SU LEGADO».  Esta última colección de tomos  constituyen la mayor publicación mundial jamás editada sobre  astrología científica.
La obra publicada de Demetrio Santos esta actualmente a la venta en la Librería BOHINDRA, de Madrid

### Obra publicada
- Investigaciones sobre Astrología.  (2 tomos). Editora Nacional. Madrid 1978. Reedicción. Ciclos del cosmos. 1999  (facsímil)  // 978-84-276-0458-2
- La Interpretación astrológica. Ed Barath. Madrid 1980, 1989.  Reedición 2002 // 978-84-85799-16-9
- Messahallah, Ben Ezra & al.  Textos astrológicos medievales.  Ed Barath. Madrid 1981.
- M. Manilio: Astronomicon. Ed Barath. Madrid 1982
- Astrología Teórica. Ecuaciones fundamentales. Ed Barath. Madrid 1985  //978-84-85799-17-6
- Astrología Teórica II.  Helicoides. Ediciones Monte Casino Zamora 2006  //978-84-611-0902-9
- Textos astrológicos: Zahel, Hermes. Visión Libros. Barcelona 1985
- Astrología y Gnosticismo. Ed Barath. Madrid 1986.  Reedición Ed. MonteCasino. Zamora 2003  //978-84-85799-23-7
- Introducción a la historia de la Astrología. Ed Visión Libros (Teorema SA)  Barcelona. 1986.  2ª ed. Monte Casino Ciclos del Cosmos . Zamora 2003 //978-84-7604-087-4
- Albubather: sobre las natividades. Edicomunicación. Barcelona 1986. Reedición Monte Casino. Zamora. 2005 //84-7504-088-2.
- Claudio Ptolomeo: Tetrabiblos. Ed Barath. Madrid 1987. Reedición Monte Casino. Zamora 2008
- Astrología Física. Ed Barath, Madrid , 1988 // 978-84-85799-35-0
- Principios astrológicos, gradientes y tablas fotoeclípticas.  Ed José Luis López Villa Zamora 1992  //978-84-87599-05-7
- El Horóscopo de Felipe II, de M. Haco. Ed Grial, Valencia 1995  //84-89461-03-1
- Claudio Ptolomeo. "Armónicas". Ed Miguel Gómez. Málaga 1999  // 978-84-88326-13-3
- Comentario al Tratado se Astrología de Alfonso X".  Ed Grial , Valencia 2000
- Nomenclátor astrológico. Ediciones Monte Casino Zamora 2002   // 978-84-86407-81-0
- El lenguaje de los truenos.  Ediciones Monte Casino Zamora 2003  // 978-84-96207-00-4
- Commentarium alchymicum al códice Ashburn 1166. Ed. Grial . Valencia 2004
- Toponimia ibérica. Ediciones Monte Casino. Zamora 2004    // 978-84-609-3579-7
- El horóscopo de Francisco Franco. Ediciones Monte Casino Zamora 2006  //978-84-611-1604-1
- λογοσ σαρξ ἐγενετο (comentarios al evangelio).  Ediciones Monte Casino Zamora 2007 // 978-84-611-7599-4
- La influencia de la radiación gamma.  Ediciones Monte Casino. Zamora 2009  // 978-84-615-5250-4
- Primeras jornadas "Kepler". Demetrio Santos y André Barbault. Ediciones de la Asociación Kepler.  // 978-84-398-3360-4
- Estudio Codicológico.  Ediciones Grial . Valencia  // 978-84-89461-05-5
- Astrología paleolítica.  Congreso de Astrología Barcelona 2002. Revista Mercurio-3
- Fundamentos del Saber astrológico  (Legado póstumo de Demetrio Santos)   TOMOS 1 A 62.    Sociedad Española de Astrología.  2015 - 2023 .  Gráficas Bobalá. Lleida.

- Artículos publicados en la revista MERCURIO:

- 8, Julio de 1988, ¿C-60 ó C-72?  Análisis crítico
- 18, 2º Trimestre, Signos, Cúspides y Puntos Críticos
- 1, Primavera 1993. El Reloj de Acaz
- 8, Invierno 1994. Cronología lunar, solar y sidérea
- 10, Verano 1995. Astrología: Influjo luminoso
- 18, Trimestre 3º 1997. Cálculo de Regencias
- 40 Trimestre 2º 2003. El espectro secuencial
- 47 Trimestre 1º 2005. El influjo de la radiación gamma
- 50 Trimestre 4º 2005. Aspectos: Puntos críticos y Nudos

- Artículos publicados en la revista SPICA:

- N1, 22 de junio de 2006, Sensores biológicos e influencias físicas
- N7, 22 de diciembre de 2007, El Sanatorio de la Cueva de Altamira
- N8, 22 de marzo de 2008, La Cuarta Ley de Kepler
- N10, 22 de septiembre de 2008, El Teorema de la Barra o Principio de las Formas
- N12, 22 de marzo de 2009, Radiación: Influencias y Formula de Correlación
- N16, 22 de marzo de 2010, Diluvio y Arco Iris
- N17, 22 de junio de 2010, Influencia de la radiación gamma. Metabolismo Geológico.
- N20, 22 de marzo de 2011, Ventanas Planetarias gamma
- N21, 22 de junio de 2011, Metabolismo nuclear Alfa
- N22, 22 de septiembre de 2011, Una figura zodiacal en la Catedral de Zamora
- N23, 22 de diciembre de 2011, Radiación gamma y Metabolismo Geológico
- N24, 22 de marzo de 2012, Diluvio y Apocalipsis: Ácimos, Cuaresma y Ramadán
- N26, 22 de septiembre de 2012, Influencia Gamma. Isótopos pares e impares.
- N28, 22 de marzo de 2013, El Cometa del Diluvio
- N33, 22 de junio de 2014, Frecuencias Diferenciales
- N35, 22 de diciembre de 2014, Cosmología angular: Semejanza y Alquimia
- N36, 22 de marzo de 2015, La Sal del Bautismo
- N37, 22 de junio de 2015, Dioses Antediluvianos.- Hibernación

Otros trabajos
- Libro de visitaciones de Argañín   (años 1.461 - 1688)
- Libro de Fábrica de la Iglesia de Argañín.  (años  1690 - 1808